# Gai Papiri Carbó Arvina
Gai Papiri Carbó Arvina (en llatí: Gaius Papirius C. f. Carbo Arvina) va ser un magistrat romà. Formava part de la gens Papíria, i pertanyia a la branca dels Carbó. El sobrenom d'Arvina significava 'greixós'.
Era fill del cònsol Gai Papiri Carbó i seguidor del partit aristocràtic des de jove. Ciceró diu que era l'únic bon ciutadà de tota la família.
Va ser tribú del poble l'any 90 aC (o 91 aC) juntament amb Marc Plauci Silvà, i tots dos van fer aprovar la lex Plautia Papiria, segons la qual un ciutadà d'un estat federat que tingués domicili a Itàlia al temps de l'aprovació de la llei i enviés el seu nom al pretor en 60 dies, tindria dret a la ciutadania romana.
Carbó es va distingir molt com a orador, i encara que segons Ciceró volia parlar amb agudesa, deia que els seus discursos eren sempre pesats i incloïen un alt grau d'autoritat. S'ha conservat un fragment d'un dels seus discursos que va fer mentre era tribú on aprova l'assassinat de Marc Livi Drus l'any 91 aC.
Papiri Carbó va ser assassinat l'any 82 aC a la cúria Hostília pel pretor Brutus Damasip, un dels caps del partit popular.